# Henschel Hs 130
Henschel Hs 130 byl německý dvoumotorový průzkumný letoun z období druhé světové války.

## Vznik
V roce 1938 se berlínský výzkumný ústav DVL začal zajímat o pokusný výškový letoun pro testování přetlakových kabin, mechanických kompresorů a turbokompresorů, které vyvíjel. Stavba létající laboratoře byla nabídnuta firmě Henschel v Kasselu a jeho technickému řediteli Nicolausovi. Ten navrhl jednoduchý celokovový dvoumotorový dolnoplošník s pevným podvozkem, do jehož přídě kruhového průřezu bylo možné zabudovat přetlakové komory. Motorové přepážky a gondoly i chladiče pod štíhlým křídlem umožňovaly instalaci odlišných pohonných jednotek s kompresory i chladiče různých průřezů. Zkonstruovaný prototyp dostal označení Hs 128 V1, druhý pak Hs 128 V2 (imatrikulace D-ARHD. Stroj V1 poháněla dvojice motorů Daimler-Benz DB 601 s turbokompresorem TK 9, V2 dva motory Junkers Jumo 210 s dvoustupňovým kompresorem TK 16. Oba byly zalétány v roce 1939 na letišti Berlín-Adlershof.
Vysoký dostup druhého prototypu zaujal šéfa strategického průzkumného oddělení Luftwaffe Theodora Rowehla, který přes RLM společnosti Henschel nařídil vyvinout z Hs 128 operační špionážní výškový typ Hs 130 A. Prototyp Hs 130 V1 vznikl zmenšením rozpětí křídla z 26,00 m na 22,10 m, instalací zatahovacího podvozku a sestavy kamer Rb 75/30 do spodní části trupu. Třímístná přetlaková komora DVL zůstala, pohon zajišťovaly motory DB 601 R o výkonu 809 kW roztáčející třílisté vrtule VDM. Následující dva prototypy Hs 130 V2 a Hs 130 V3 byly identické, lišily se pouze čtyřlistými vrtulemi. Všechny tři byly zalétány do konce roku 1940.

## Vývoj
První předsériový Hs 130 A-0 ze sedmi objednaných byl dodán na začátku roku 1941 na letiště Stuttgart-Echterdingen se sídlem zkušebního střediska Lufthansa Werft. Předsériové letouny měly rozpětí křídla 25,50 m.
Stroje Hs 130 A-06 a Hs 130 A-07 byly zalétány v listopadu 1943 s křídlem o rozpětí 29,00 m, motory Daimler-Benz DB 605 B o vzletovém výkonu 1085 kW vybavené turbokompresorem Hirth 9-2281 a zařízením GM-1 pro vstřikování kysličníku dusného pro zvýšení výkonu ve výšce. Posádka byla dvoučlenná, dostup činil 15 500 m.
Výšková bombardovací verze Hs 130 B se nestavěla, přednost dostala varianta Hs 130 C do programu Luftwaffe Bomber B podle specifikací Technického úřadu. Již koncem roku 1942 byly zalétány dva prototypy Hs 130 C V1 (NX+EA) a Hs 130 C V2 (MN+EB) s hvězdicovými motory BMW 801 A s třílistými vrtulemi. V létě 1943 byl druhý prototyp vybaven agregáty BMW 801 J s turbokompresorem a čtyřlistými vrtulemi. Na začátku roku 1943 vzlétl prototyp Hs 130 C3 (KN+ED) s motory DB 603 A. Protože RLM odstoupilo od programu bombardéru B, sériová výroba nebyla zahájena.
Výšková průzkumná verze Hs 130 D nebyla rovněž realizována, práce se soustředily na další výškový třímístný typ Hs 130 E. Pohonnou jednotku mělo tvořit Höhen-Zentrale Anlage, jehož systém tvořily dva standardní vidlicové dvanáctiválce DB 603 B o vzletovém výkonu po 1286 kW (1367 kW ve výšce 2000 m a 1058 kW ve výšce 13 800 m) pohánějící čtyřlisté vrtule s širokými listy a vidlicový kapalinou chlazený dvanáctiválec DB 605 T sloužící k pohonu turbokompresoru. Středoplošný prototyp Hs 130 E V1 (CF+OX) poprvé vzlétl 24. září 1942, druhý prototyp byl zalétán 21. listopadu. První lety probíhaly bez zařízení HZ-Anlage. Hs 130 E V2 (FX+OY) byl zničen při sedmém letu v důsledku požáru motoru, posádka se zachránila na padáku. Havarovaný letoun byl nahrazen strojem Hs 130 E V3 (CF+OZ) zalétaným 14. května 1943. Poslední prototyp Hs 130 E V4 (GM+ZG) byl zalétán v červenci, testy probíhaly v Rechlinu. Na začátku roku 1943 byly zahájeny přípravné práce k zahájení sériové výroby sedmi kusů Hs 130 E-0, z nichž první vzlétl v květnu 1943 (celá série nebyla dokončena). Problémy se zařízením HZ-Anlage v provozu vedlo ke snížení objednávky RLM ze 100 exeplářů na 30 Hs 130 E-1, v roce 1944 byla zrušena úplně. Celkem tak bylo s prototypy dokončeno pouze pět kusů verze E.
V projektové fázi zůstala i výšková těžká stíhačka a čtyřmotorová varianta Hs 130 F.

## Specifikace (Hs 130 E-0)

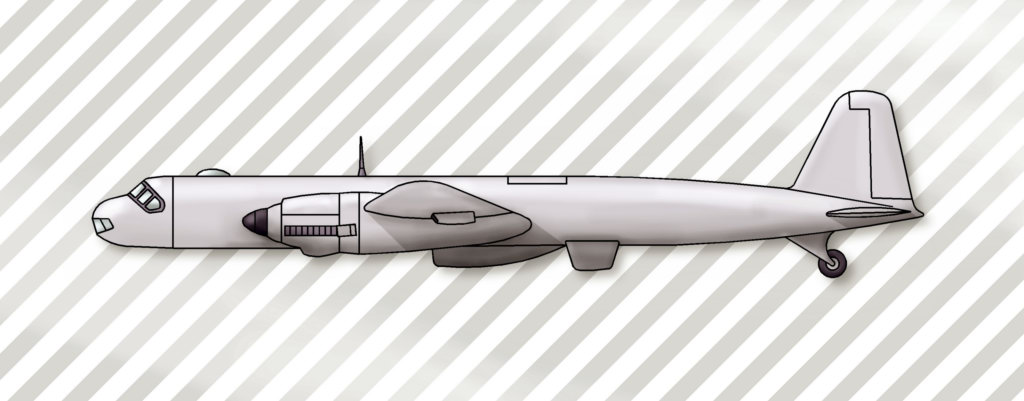
Henschel Hs 130

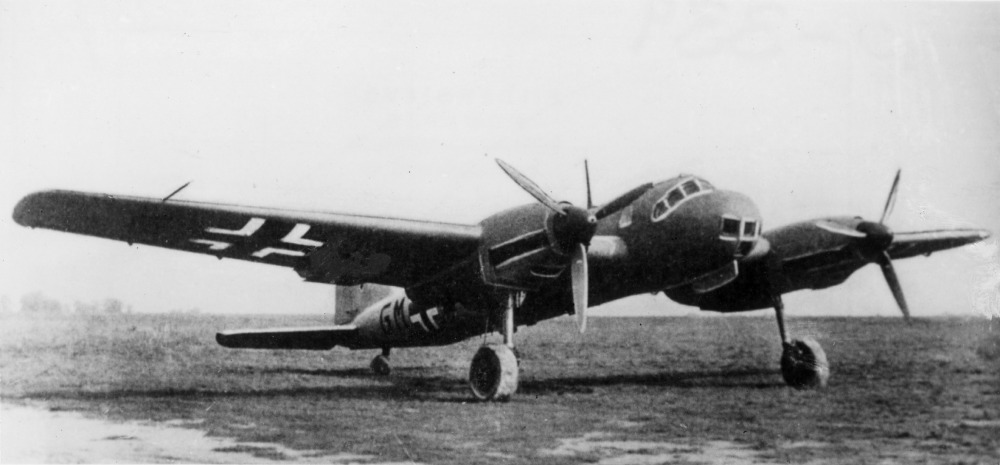
Hs 130

Údaje podle

### Technické údaje
- Osádka:
- Rozpětí: 33,00 m
- Délka: 19,73 m
- Výška: 5,45 m
- Nosná plocha: 85,00 m²
- Hmotnost prázdného letounu: 11  400 kg
- Vzletová hmotnost normální: 16 700 kg
- Vzletová hmotnost s přetížením: 18 000 kg
- Pohonná jednotka:

### Výkony
- Max. rychlost u země: 535 km/h
- Max. rychlost v 15 000 m: 610 km/h
- Cestovní rychlost v 12 000 m: 515 km/h
- Výstup do 2000 m: 3,2 min
- Výstup do 10 000 m: 25,2 min
- Výstup do 13 500 m: 82,5 m
- Dostup: 15 100 m
- Dolet: 2250 km
- Dolet s přídavnými nádržemi: 3 000 km